# Abbazia di Marienstern

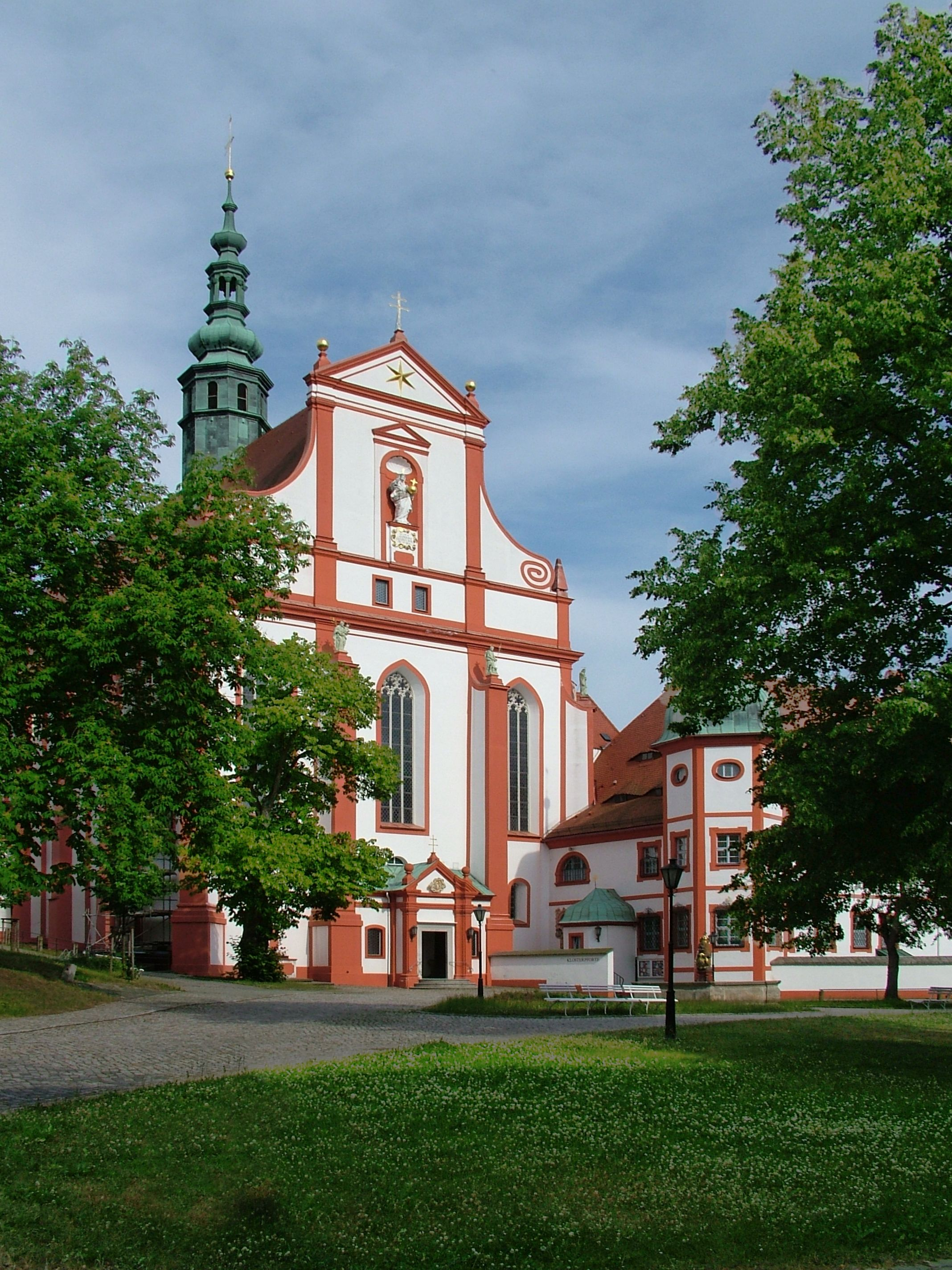
Chiesa e abbazia (a destra)

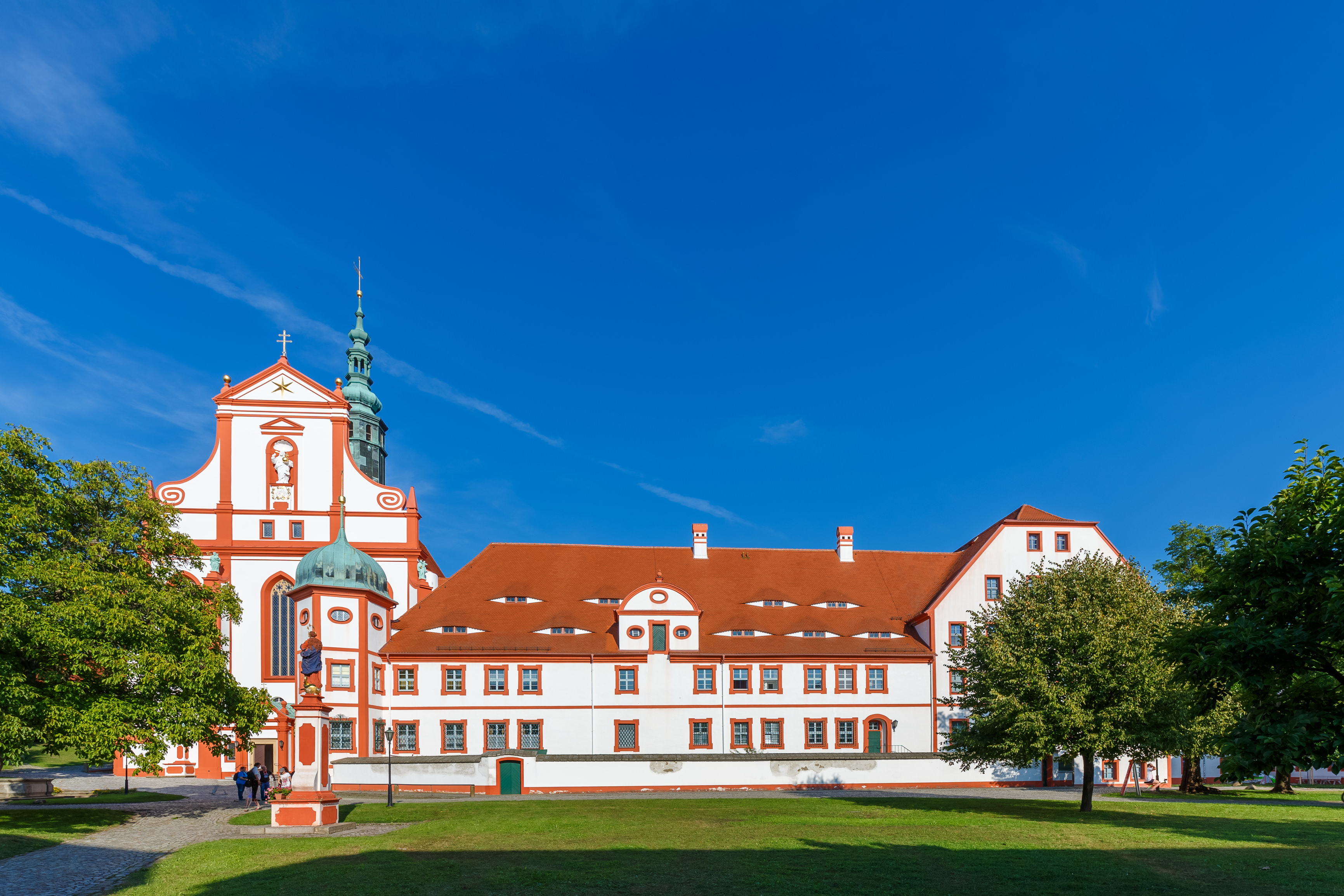
Abbazia di Sankt Marienstern (in lingua soraba Marijina Hwězda)

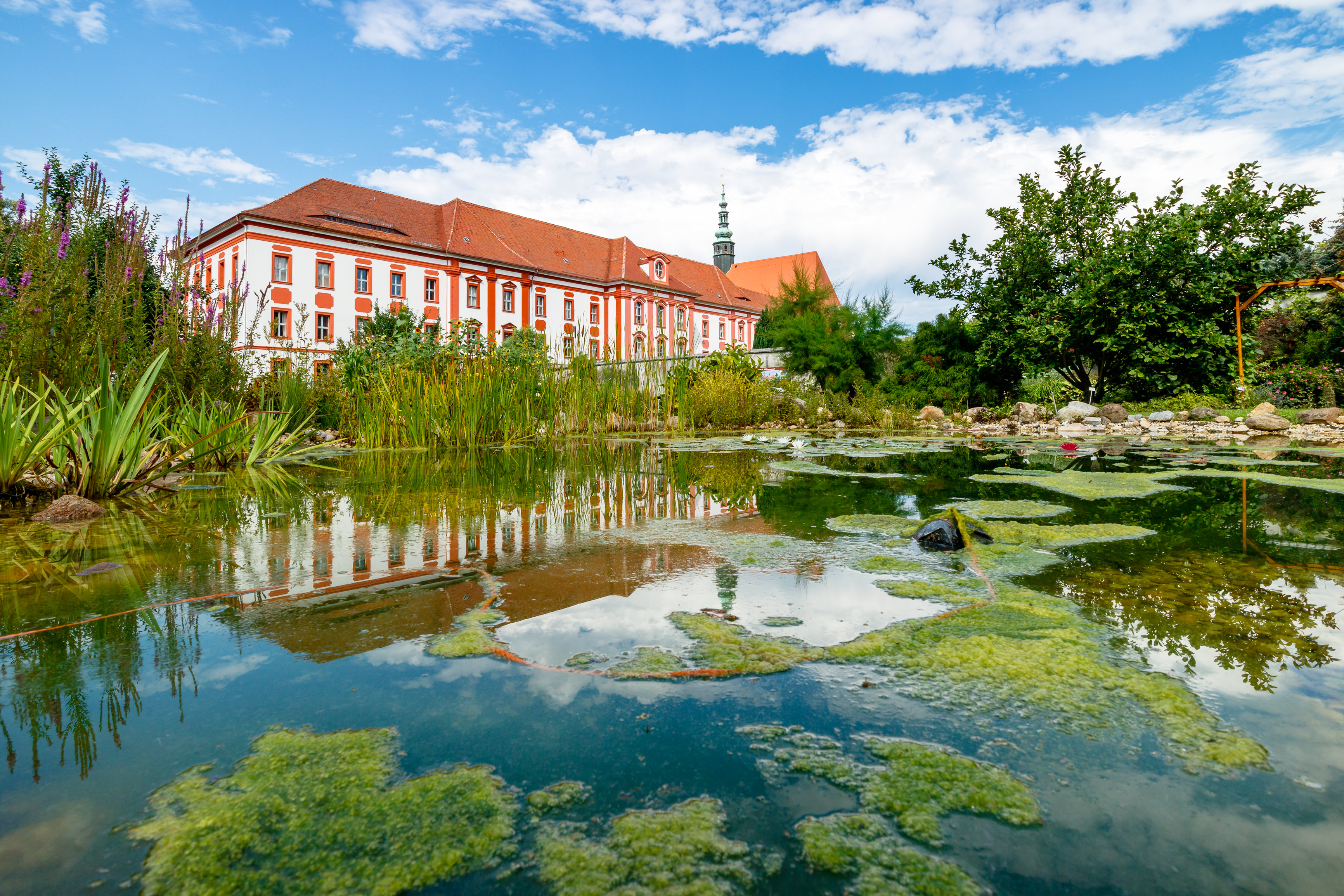
Veduta sul giardino dell'abbazia

L'abbazia di Sankt Marienstern (lat. Abbatia Stellae B.M.V.; in hsbS Klóšter Marijina Hwězda) è un'abbazia cistercense che si trova a Panschwitz-Kuckau, nell'Oberlausitz sassone.
Essa appartiene a quelle poche case dell'Ordine che sono tali dalla loro fondazione (questa nel 1248) senza interruzioni.
A metà del 2016 vivevano con la badessa Philippa Kraft nell'abbazia 13 suore ed una postulante. Loro si dedicano, oltre alla solenne liturgia della giornata, alle cure pastorali e ai lavori nella casa e nel suo giardino, anche all'assistenza, alla formazione e alle attività delle persone disabili, che sono alloggiate in molti locali dell'abbazia.
Parte dell'abbazia è aperta al pubblico, cioè la chiesa abbaziale, il giardino, il museo (camera del tesoro), la foresteria e il negozio dell'abbazia.

## Storia
L'abbazia di Sankt Marienstern fu fondata nel 1248 dai signori von Vesta del casato degli Schenk von Vargula, proprietari del borgo e della corte di Kamenz, nella zona dell'insediamento dei Sorbi, e fu dotata di 52 villaggi e due città.
Nel 1250 l'abbazia entrò a far parte dell'Ordine cistercense e posta sotto la sovrintendenza dell'abbazia di Altzella, presso Nossen in Sassonia.
I margravi di Brandeburgo, che avevano in feudo dal loro cognato re di Boemia Bautzen e Görlitz, posero nel 1264 l'abbazia sotto la loro protezione. Il periodo di maggior costruzione dell'abbazia fu dal 1280, sotto il vescovo Bernardo di Kamenz.
Fino al 1285 il grande patrimonio e le sue entrate facevano parte dell'amministrazione dell'abbazia.
Quando nel 1318 il re Giovanni I di Boemia estese la sua signoria all'Oberlausitz, subentrò anche come protettore dell'abbazia.
Durante la guerra contro gli hussiti, l'abbazia, insieme all'assedio di Kamenz, fu saccheggiata il 7 ottobre 1429 da un reparto delle forze degli Hussiti e subì l'incendio non avendo pagato alcun riscatto. Le suore dell'abbazia, di fronte al pericolo imminente, si rifugiarono nella città fortificata di Bautzen, una delle sei città.
Dal XV secolo l'abbazia appartenne ai ceti del margraviato dell'Oberlausitz, che erano rappresentati da un apposito Vogt.
L'abbazia sopravvisse al tempo della riforma e una parte delle parrocchie che stavano sotto il patronato dell'abbazia rimasero cattoliche.
Con la città di Bernstadt le badesse litigarono per decenni sulla confessione religiosa del locale parroco della città, finché I cittadini evangelico-luterani alla fine prevalsero. Dopo il distacco dall'abbazia di Altzella del 1540, dovuto alla secolarizzazione di quest'ultima, vi furono lunghi litigi su chi doveva subentrare nella supervisione dell'abbazia e delle sue parrocchie. Pretese in tal senso furono avanzate sia dagli abati dell'abbazia di Neuzelle che dal decano del duomo di Bautzen, Johann Leisentrit.
Alla fine del XVI secolo e inizio del XVII, Marienstern fu sottoposta alla supervisione degli abati boemi di Strhov e di Zbraslav.
Durante la guerra dei trent'anni l'abbazia fu saccheggiata e danneggiata dalle truppe evangelico-luterane svedesi; le suore si rifugiarono nell'abbazia di Bledzew. Rientrate dopo la guerra, i danni furono riparati. Con l'allegato di "rinuncia alla tradizione" della pace di Praga del 1635, fu assicurata la permanenza delle istituzioni cattoliche anche sotto la incipiente signoria dei principi elettori evengelico-luterani della Sassonia.
Con l'incoronazione del Principe Elettore Federico Augusto I di Sassonia come re di Polonia con il nome di Augusto II e con il passaggio collegato della famiglia sassone alla fede cattolica, tra quest'ultima e l'abbazia di St. Marienstern si stabilirono stretti legami.
Durante la grande guerra del Nord gli occupanti l'abbazia fuggirono nuovamente da St. Marienstern, questa volta a Leitmeritz in Boemia.
Finita la guerra e rientrate le suore, tra il 1716 e il 1732 ebbe luogo la ristrutturazione del complesso abbaziale in stile barocco.
Dopo la secolarizzazione dell'abbazia di Neuzelle, St. Marienstern passò sotto la supervisione degli abati di Osek in Boemia. Nel 1826 fu fondato il St.-Josephs-Institut, una scuola con internato per ragazze. Dal 1848 al 1872, durante la fine della sudditanza (divieto di trasmissione ereditaria della proprietà ed obbligo lavorare per il proprietario della terra) dopo il 1848 e la liberazione dei contadini, ebbe fine la signoria sui villaggi soggetti all'abbazia, con i loro doveri e responsabilità finanziarie verso la medesima. I contadini-sudditi dell'abbazia poterono così riscattarsi nell'arco di una ventina di anni.
Durante la rivoluzione del 1848 I circoli borghesi sassoni propugnarono inutilmente la dissoluzione dell'abbazia di St. Marienstern. Nel 1871 furono introdotte nell'abbazia regole più severe di clausura.
Dopo la fine della prima guerra mondiale e gli anni della rivoluzione del 1918, come la fine della monarchia in Germania, nel 1923 si tenne nell'abbazia di St. Marienstern il primo sinodo diocesano della nuovamente istituita diocesi di Dresda-Meißen sotto la direzione del vescovo Christian Schreiber.
Con la salita al potere del nazionalsocialismo, la scuola abbaziale per ragazze fu chiusa (1933). Nella seconda guerra mondiale l'abbazia divenne un rifugio per gli emigrati della Bessarabia di origine tedesca. Più tardi seguirono altri fuggiaschi ed esuli. Nel 1945 una parte dei residenti nell'abbazia fuggì nuovamente nell'abbazia boema di Ossek.
L'abbazia sopravvisse anche alla fondazione, nel 1949, della DDR. Le sue proprietà fondiarie furono incorporate nella fondazione Kirchliche Land- und Forstwirtschaft, la cui amministrazione si occupava anche i beni della diocesi di Meißen, sotto il patrocinio del vescovo.
Nel 1973 nell'abbazia fu aperta la scuola Maria-Martha-Heim per ragazze disabili.
Tra il 1966 e il 1998 l'intero complesso abbaziale fu risanato e restaurato.
Nel 1998 ebbe luogo, in occasione del 750º anniversario della fondazione, la prima esposizione sassone "Tempo ed eternità". Per la mostra e per i suoi visitatori l'abbazia ha aperto anche parte dei luoghi di clausura.

## Birrificio
Nel 1700 fu fondato il birrificio dei St. Marienstern, che rimase attivo fino al 1973 e la cui produzione dovette cessare su disposizione del governo della DDR.

## Cura dell'abbazia
Cura dell'abbazia era l'amministrazione delle grandi proprietà terriere e degli introiti connessi, che si trovavano una volta di proprietà dell'abbazia, e di quelli, oltre ad almeno due dozzine di villaggi sorabi, anche le due città di Wittichenau e Bernstadt che ne facevano parte fino al 1848. Il nucleo delle allora località dell'abbazia consisteva nelle ricche Horjany di Panschwitz, Crostwitz e Nebelschütz, e delle più povere, poiché meno fertili, come Delany, tra Räckelwitz und Wittichenau.
La zona dell'ex signoria terriera dell'abbazia di Sankt Marienstern coincide al presente con l'attuale nucleo dei cattolici sorabi nell'Oberlausitz. A differenza della parte evangelico-luterana soraba, la lingua soraba è ancora oggi la lingua dei padri della maggioranza della popolazione.

## La chiesa abbaziale
La chiesa abbaziale tardogotica è una chiesa a sala tardogotica ed è uno degli edifici più antichi dell'abbazia. L'interno dell'edificio a tre navate è scandito da sette campate. Una sua particolarità è che la parte inferiore della navata sud, che è divisa da un muro dalla chiesa, forma allo stesso tempo l'ala nord del chiostro, mentre sulla parte superiore si trova il cosiddetto cammino del coro, che funge da collegamento fra la zona abitata dalle suore e il loro matroneo, che trova posto al di sopra del portale della chiesa nella navata ovest. La vilta a crociera è sostenuta da colonne ottagonali ed è munita in parte di ricche chiavi di volta.

### Organo

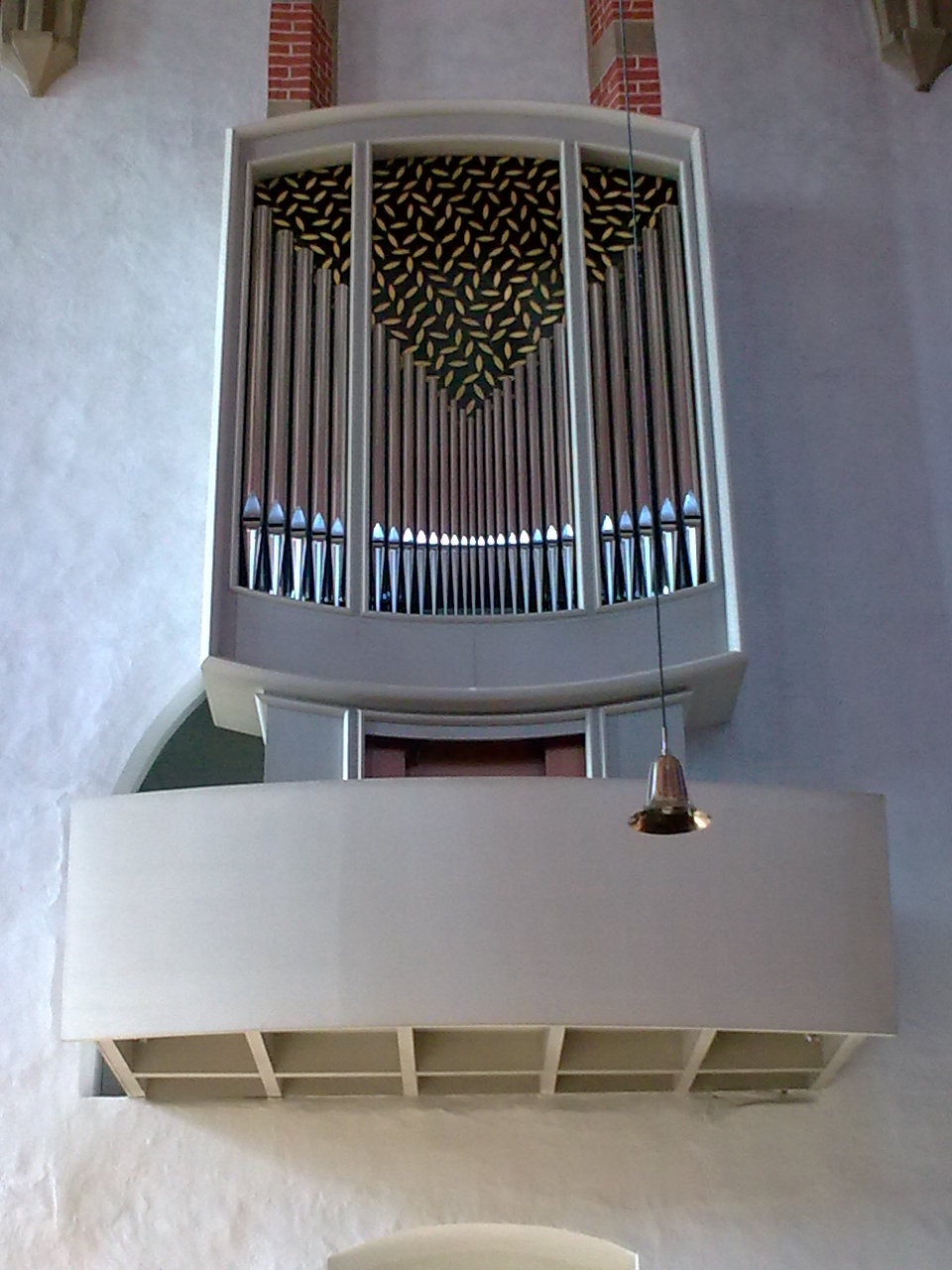
Organo della chiesa abbaziale

L'organo, opera della ditta Hermann Eule Orgelbau Bautzen, consiste in 1326 canne con 20 registri, due tastiere e una pedaliera. Esso fu montato nella sua sede nel 1997 e il 21 ottobre del medesimo anno inaugurato.

## Badesse
Gli anni indicati in questo elenco corrispondono alla documentazione originale di ogni badessa, ma non necessariamente al periodo completo della loro permanenza in carica.
- 1. Mabilia von Kamenz, (senza prova documentata)
- 2. Agnes von Kamenz, (senza prova documentata)
- 3. Elisabeth von Crostwitz, 1264–1292
- 4. Kunigunde, 1301–1317
- 5. Utha (Ottilia), 1333
- 6. Adelheid von Colditz, 1334–1355
- 7. Mofka (Monica) von Colditz, 1365–1374
- 8. Amabilia von Colditz, 1374–1377
- 9. Anna von Camenz, 1382–1388
- 10. Sophia von Leisnig, 1405–1426
- 11. Eneda von Waldow, 1426–1433
- 12. Elisabeth von Lobkowitz (?), 1435–1444
- 12a. Barbara, 1456 (decesso documentato)
- 13. Barbara von Nostitz, 1456–1487
- 14. Elisabeth von Haugwitz, 1491–1515
- 15. Elisabeth von Temritz, 1515–1523
- 16. Margareta von Metzrad, 1524–1543
- 17. Elisabeth von Schreibersdorff, 1544–1551
- 18. Anna von Loeben, 1551–1554
- 19. Anna von Baudissin, 1554–1565
- 20. Christina von Baudissin, 1565–1576
- 21. Lucia Günther, 1576–1584 (destituzione)
- 22. Christina Kromer, 1584–1592
- 21a. Lucia Günther, 1592–1606
- 23. Katharina Kodizin, 1606–1619
- 24. Ursula Weishaupt, 1619–1623
- 25. Dorothea Schubert, 1623–1639
- 26. Anna Margareta Dorn, 1639–1664
- 27. Katharina Benada, 1664–1697
- 28. Ottilia Hentschel, 1697–1710
- 29. Cordula Sommer, 1710–1746
- 30. Josepha Elger, 1746–1762
- 31. Klara Trautmann, 1762–1782
- 32. Bernharda Kellner, 1782–1798
- 33. Vinzentia Marschner, 1799–1828
- 34. Benedikta Göhler, 1830–1856
- 35. Edmunda May, 1856–1874
- 36. Kordula Ulbrich, 1874–1882
- 37. Bernharda Kasper, 1883–1909
- 38. Anna Lang, 1909–1927
- 39. Bernarda Sterz, 1927–1935
- 40. Catharina Pischel, 1935–1954
- 41. Anna Meier, 1954–1986
- 42. Benedicta Waurick, 1986–2011
- 43. Philippa Kraft, seit 2011[2]

## Galleria d'immagini

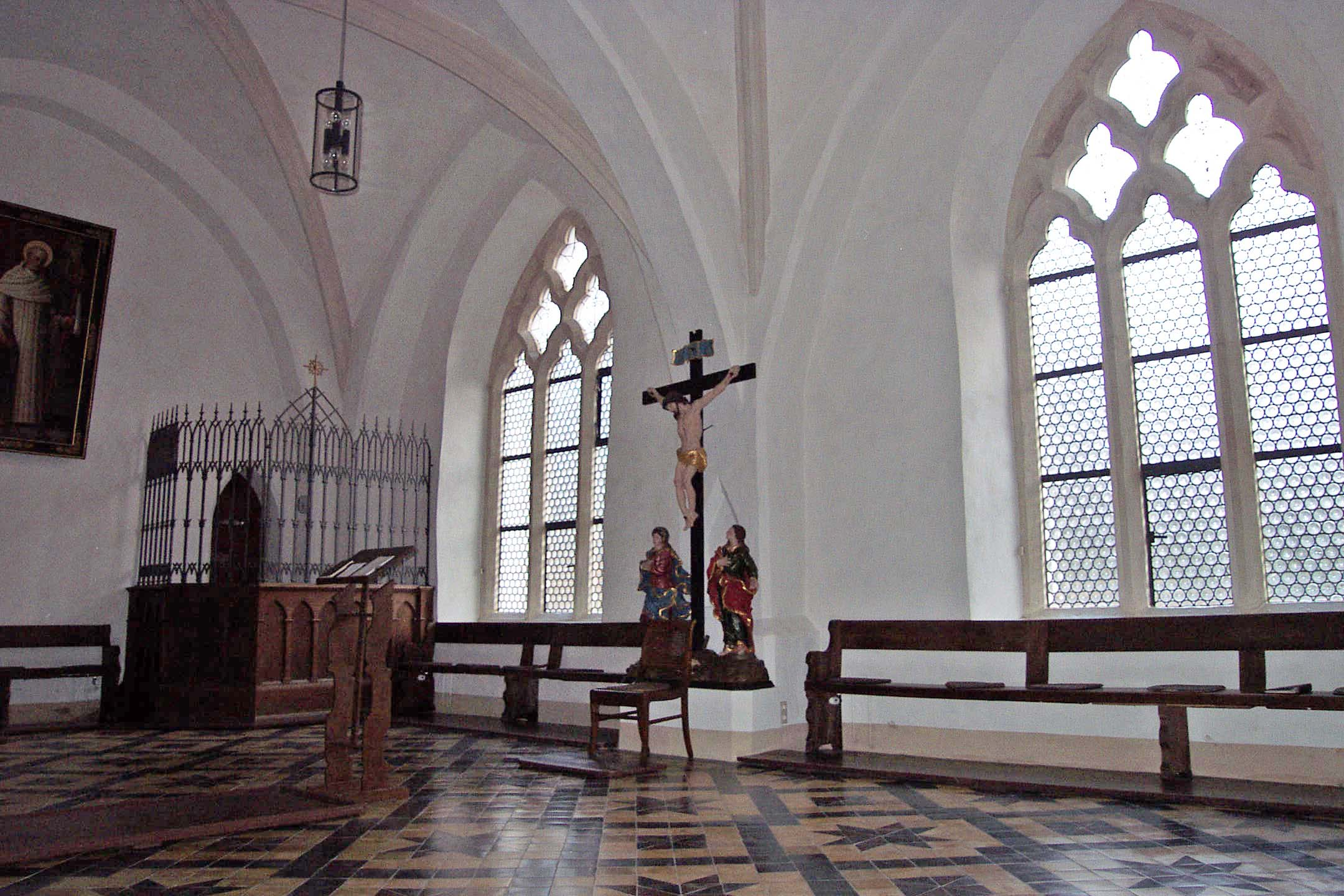
Sala capitolare
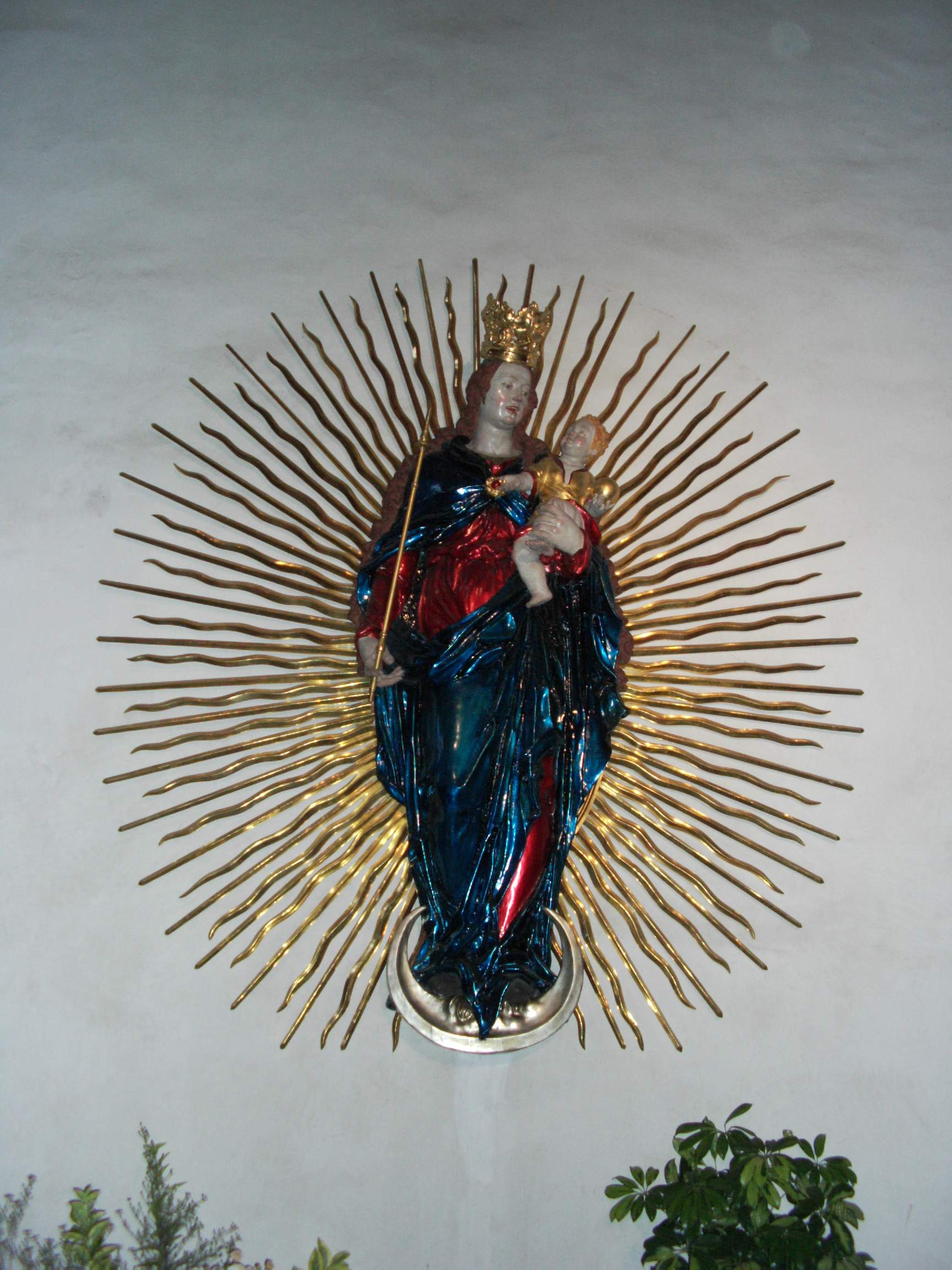
La Madonna in una corona di raggi
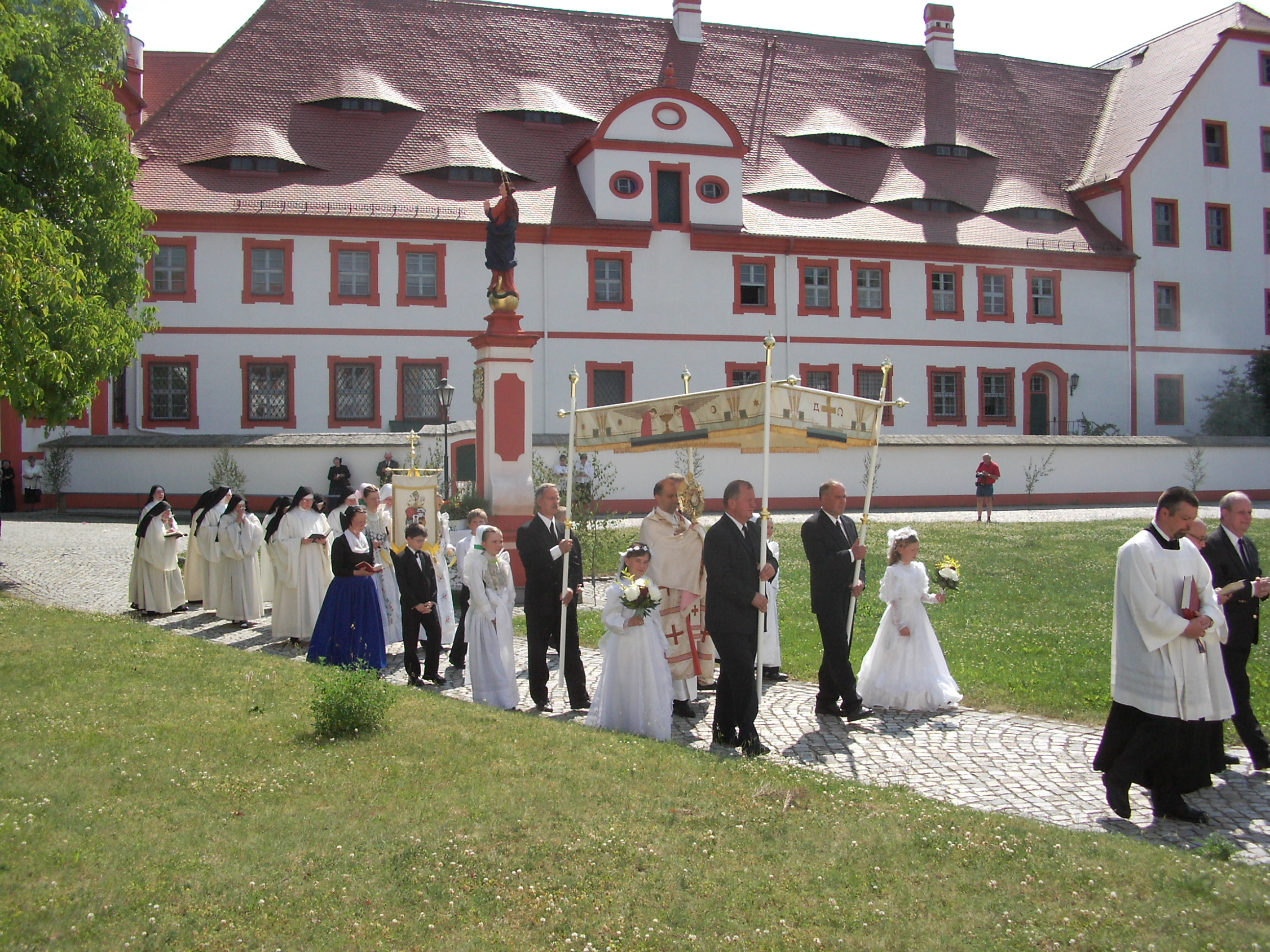
Corpus Domini
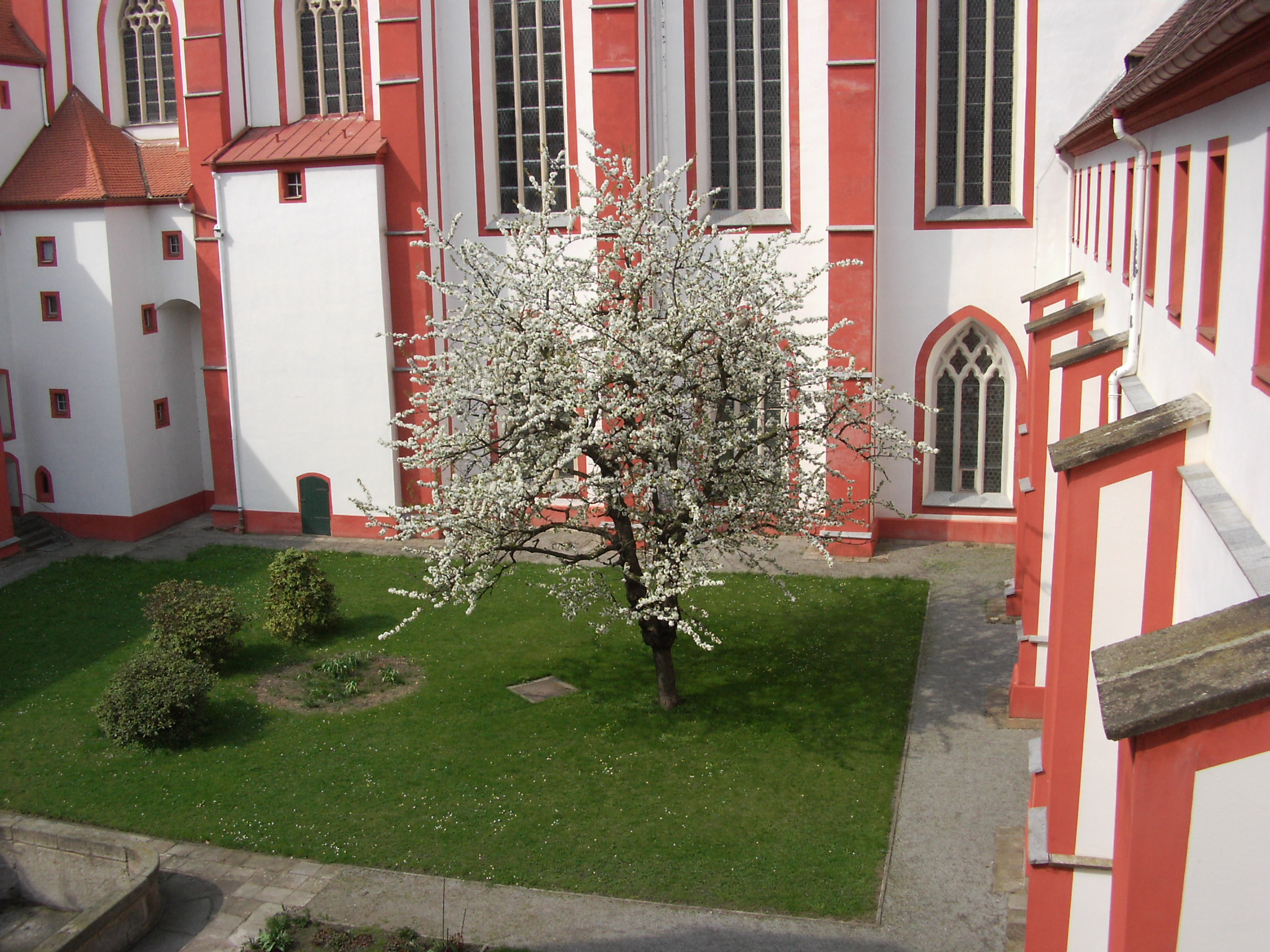
Giardino della croce
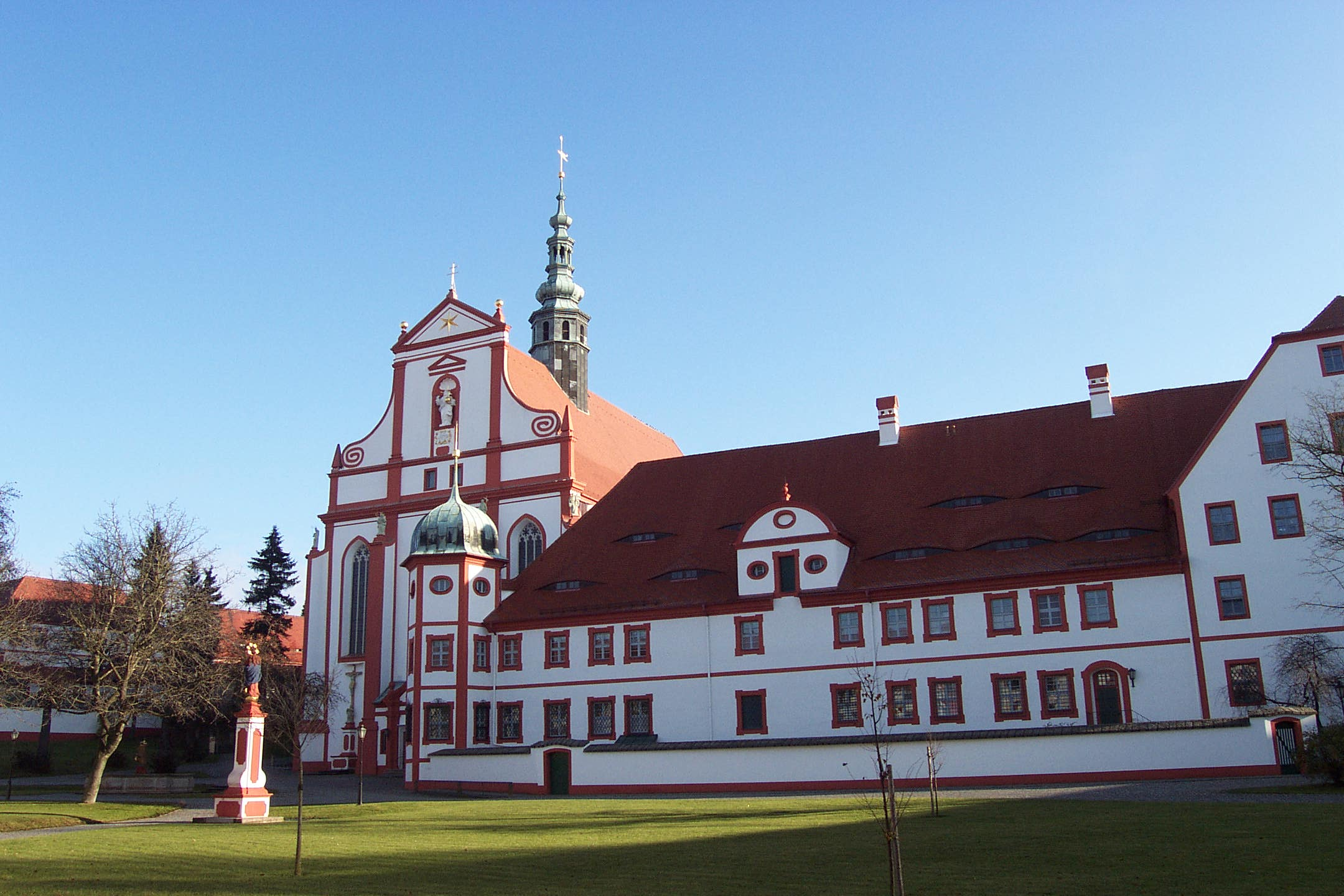
Chiesa e abbazia
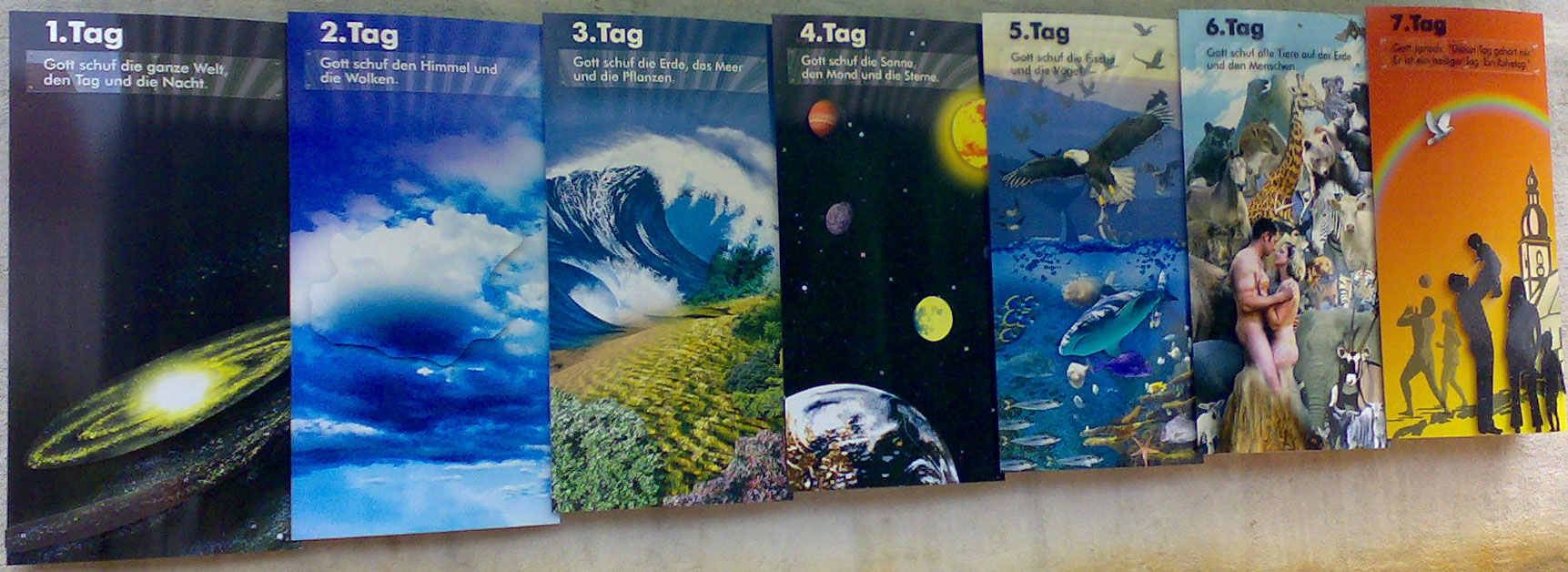
Illustrazione della creazione nel giardino dell'abbazia